# Tobias Hantmann

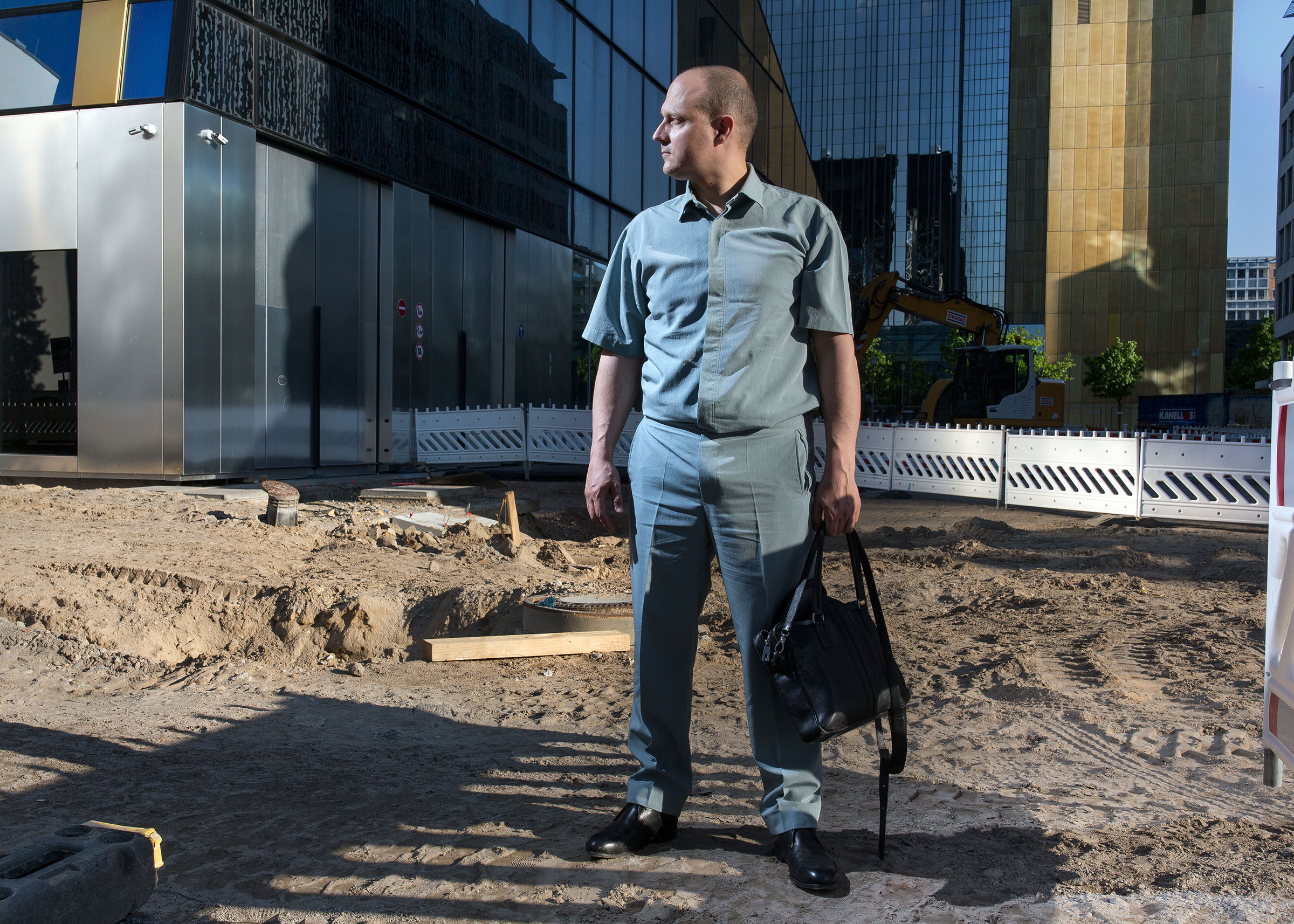
Tobias Hantmann 2020 in Berlin

Tobias Hantmann (* 1976 in Kempten (Allgäu)) ist ein deutscher Künstler.

## Leben und Werk
Hantmann studierte 1997 bis 2004 Malerei bei Jan Dibbets an der Kunstakademie Düsseldorf. 2001 war er Gaststudent bei Georg Baselitz an der Akademie der Hochschule der Künste Berlin. 
Bei seiner Arbeit beschäftigte er sich mit der künstlerischen Erweiterung malerischer Praxis. Er lebt und arbeitet in Düsseldorf.

## Einzelausstellungen (Auswahl)
- 2006 Zwei malerische Positionen zu Gast im Black Oriental, Black Oriental, Berlin, (mit Kitty Kraus)
- 2006 You is a very fluid concept right now, bei Horst Schuler, Düsseldorf
- 2007 Leafs and carpet, Villa de Bank, Enschede
- 2009 One opaque layer each, Konrad Fischer Galerie,[1] Berlin
- 2011 Luna plina sparta, Mogosaia Palast, Bukarest (mit Christine Moldrickx)
- 2011 Pistill der Iris Galerie Bernd Kugler, Innsbruck
- 2012 Furniture with one door, Galerie Bernd Kugler,[2] Innsbruck
- 2012 Gift, Center, Berlin (mit Martin Gostner)
- 2014 Licht an, Körper, Galerie Bernd Kugler, Innsbruck
- 2014 Tobias Hantmann, Store, Dresden
- 2014 Tobias Hantmann, Oldenburger Kunstverein[3]
- 2019 Life under your seat, artothek – Raum für junge Kunst, Köln

## Auszeichnungen (Auswahl)
- 2002 Cité Internationale des Arts Paris (Artist in Residence)
- 2006 Schloss Ringenberg Stipendium (Artist in Residence)
- 2007 Nordic Artassociation Sweden (Artist in Residence)
- 2008 Kunststiftung NRW
- 2009 Stiftung Kunstfonds
- 2011 Förderpreis des Landes Nordrhein-Westfalen für junge Künstlerinnen und Künstler
- 2011 Förderpreis der Stadt Düsseldorf